# Ramon Zürcher (sciatore)
Ramon Zürcher (1991) è un ex sciatore alpino svizzero.

## Biografia
Attivo in gare FIS dal gennaio del 2007, in Coppa Europa Zürcher ha esordito il 28 gennaio 2014 a Crans-Montana in supergigante, senza completare la gara, e ha colto il suo unico podio il 22 febbraio 2017 a Sarentino in discesa libera (2º). Si è ritirato al termine della stagione 2017-2018; la sua ultima gara in Coppa Europa è stata la discesa libera di Soldeu del 18 marzo (20º) e la  sua ultima gara in carriera è stata un supergigante FIS disputato il 12 aprile a Serre Chevalier, chiuso da Zürcher al 2º posto. Non ha debuttato in Coppa del Mondo né preso parte a rassegne olimpiche o iridate.

## Palmarès

### Coppa Europa
- Miglior piazzamento in classifica generale: 60º nel 2017
- 1 podio:
  - 1 secondo posto